# Formació de Hell Creek

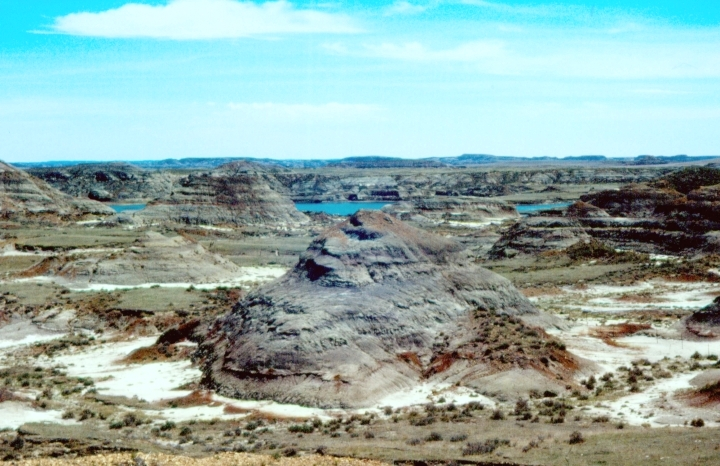
La formació Hell Creek està ben exposada als erms de prop de la presa de Fort Peck

La formació de Hell Creek està composta d'una sèrie intensament estudiada d'estrats del Cretaci superior i del Danià d'Amèrica del Nord. Deu el seu nom a afloraments situats a prop de Hell Creek, a prop de Jordan.
La formació se situa en una regió d'ermots (badlands) de l'est de Montana i parts de Dakota del Nord, Dakota del Sud i Wyoming. A Montana, s'encavalca amb la formació de Fox Hills, i és la formació més recent del període Cretaci. El Pompey's Pillar és una petita secció aïllada de la formació Hell Creek.
Es compon d'una sèrie d'argiles d'aigua dolça i de salmorra, llims i gresos dipositats durant el Maastrichtià, l'última part del Cretaci, per l'activitat fluvial amb les modificacions dels cursos dels rius i els deltes; i de dipòsits molt rars de torba al baix marge continental davant el mar Niobrarà. El clima era càlid. El cèlebre límit K-Pg ric en iridi, que separa el Cretaci del Cenozoic, apareix com una marca discontínua però diferent en la formació, a prop dels seus estrats superiors.
Hi ha excavacions comercials per vendre fòssils de la formació. Normalment són dents de dinosaures, fragments dels ossos dels cocodrilians, o plaques dèrmiques dels lepisòstids. Es pot veure una selecció representativa de fòssils de Hell Creek al Museum of the Rockies, a Bozeman.